# 角毛藻目
角毛藻科（学名：Goniotrichaceae）为红毛菜纲角毛藻目的一个科。

## 下级分类
本科包括以下属：
- 色指藻属 Chroodactylon
- Diconia W.H.Harvey, 1849
- 柱丝藻属 Stylonema